# Prazosin
Prazosin (Minipres, Vasofleks, Presin i Hipovas) je simpatomimetički lek koji se koristi za tretiranje visokog krvnog pritiska i anksioznosti, PTSD, i paničnog poremećaja. On je alfa-adrenergični blokator koji je specifičan za alfa-1 receptore. Ti receptori su prisutni u vaskularnim glatkim mišićima, gde su odgovorni za vazokonstriktivno dejstvo norepinefrina. Oni su takođe prisutni širom centralnog nervnog sistema.
Osim njegove alfa blokatorske aktivnosti, prazosin je antagonist MT3 receptora (koji nije prisutan kod ljudi). On je selektivan za MT3 u odnosu na MT1 i MT2 receptore.

## Hemija
Prazosin, 1-(4-amino-6,7-dimetoksi-2-hinazolinil)-4-(2-furoil)-piperazin, se sintetiše iz 2-amino-4,5-dimetoksibenzoinske kiseline, koji nakon reakcije sa natrijum cijanatom podleže heterociklizaciji do 2,4-dihidroksi-6,7-dimetoksihinazolina. Supstituisanje hidroksilnih grupa ovog jedinjenja atomima hlora reakcijom sa tionil hloridom, ili smešom fosfor oksihlorida sa fosfor pentahloridom daje 2,4-dihloro-6,7-dimetoksihinazolin. Naknadnom reakcijom sa amonijakom, atom hlora u C4 poziciji pirimidinskog prstena se zamenjuje amino grupom, što dovodi do formiranja 4-amino-2-hloro-6,7-dimetoksihinazolina. Njegovim uvođenjem u reakciju sa 1-(2-furoil)piperazinom formira se prazosin.

## Spoljašnje veze
|  | Molimo Vas, obratite pažnju na važno upozorenje u vezi sa temama iz oblasti medicine (zdravlja). |